# Pascoli a Castiglioncello
Pascoli a Castiglioncello è un quadro di Telemaco Signorini, realizzato a Castiglioncello nell’agosto del 1861. L'artista espose il quadro definitivo alla Prima Esposizione Nazionale che si tenne a Firenze nel settembre di quello stesso anno.

## Descrizione e stile
In questo quadro i contorni sono nitidi, quasi sfumati. Ciò che varia nettamente è la qualità della luce che si fa accecante, una tecnica completamente nuova per la pittura di Signorini: "Come se il colore del sole fuoriuscisse dalla tela dando all'opera una forza straordinaria".
Tutti gli elementi che compongono il quadro vengono resi vividi dalla luce calda dell'estate che crea ombre intense sul terreno. La macchia è in questo caso morbida e non smorzata. La costruzione dell'immagine non si affida più al solo violento contrasto del chiaroscuro; questo quadro indica conclusa ormai la fase della sperimentazione macchiaiola.
Un bozzetto del quadro fu pubblicato nel 1861 con l’erroneo titolo Pietramala sul Catalogo Bolaffi della pittura italiana dell'800.